# Llista de mestres de capella de la catedral de Tarragona
Músics que ocuparen la plaça de mestre de capella a la catedral de Tarragona. Es dona algun encavallament entre mestres, perquè el mestre jubilat retenia la titularitat de la plaça fins a la seva mort, coexistint amb un suplent temporal o amb el futur successor.
- 1442-1462 Pere Arnau
- 1462 Pere Albarratzí
- 1477-1493 Joan Berart
- 1494-1498 Anton Palacià
- 1498 Pau Sunyer
- 1504 N. Borgunyó
- 1506 Antoni Marlet
- 1510-(abans de 1520) Francisco Tovar (ca. 1470-1522)
- 1516-1517 Joan Alcalà
- 1519 Joan Salvador
- 1520 Bartomeu Cabrera
- 1521 Pere Figueres
- 1528 Gaspar Bertran
- 1533 Joan Borgunyó
- 1534 Joan Arqués
- 1538 Juan Xara[2]
- 1539-1540 Queralt
- 1540-1549 Tomàs Ros
- 1549-1562 Melcior Robledo[3]
- 1562-1564 Joan Gatuelles[3]
- 1565 Joan Llorens
- 1566-1569 Melcior Robledo
- 1571 N. Flexa
- 1576-1578 Antoni Bertran
- 1578-1586 Nicasi Sorita o Çorita[3]
- 1582-1587 Joan Cument
- 1587 Pere Peruga[3]
- 1589-1591 Rafael Coloma[3]
- 1591-1592 Bernat Aymerich, mestre interí[3]
- 1592-1593 Baltasar d'Ulloa[3]
- 1593-1595 Joan Pau Pujol[3]
- 1595-1600 Rafael Coloma[3]
- (1619) Pere Riquet
- 1619-1636 Pere Bosch
- 1636-1639 Mateu Calvet
- (1637) Felip Perelló
- ? Pere Coll
- 1646 Felip Perelló
- 1649 Josep Torner
- 1652-1672 Felip Perelló
- 1672 Benet Buscarons (no és clar que prengués possessió efectiva[4])
- 1672-1677 Isidre Escorihuela[4]
- 1677-1679 Felip Olivelles[5]
- Francesco Salvat (mort el 1720)[6]
- (abans de 1685) Pedro Ventura Enciso[7]
- 1691-1694 Isidre Escorihuela
- 1694 Josep Vallès
- 1695-1708 Josep Escorihuela[8]
- 1708-1746 Joan Crisòstom Ripollès[9]
- 1746-1747 Joan Rossell i Argelagós
- 1752-1756 Francesc Frexes
- 1762-1789 Antoni Milà[10]
- 1789-1806 Melcior Juncà i Farré[11]
- 1808, oposicions per cobrir la plaça de Melcior Juncà, que guanyà Francesc Andreví i Castellar, però que no fou nomenat
- 1810-1819 Francesc Bonamich i Colomer[12]
- ?1814-1816 Anton Diaz[13]
- 1819-1876 Bonaventura Bruguera i Codina[14]
- 1876-1918 Rafael Maneja i Casades
- 1919-1926 Miquel Rué i Rubió
- 1927-1929 Francesc Tàpies i Torres[14]
- 1929-1950 Antoni Tomàs i Homs
- 1953-1990 Julio Porro Cardeñoso
- 1989-(2018) Miquel Barbarà i Anglès